# The Platters
The Platters (с англ. — «Граммофонные пластинки») — музыкальная группа из Лос-Анджелеса, образованная в 1953 году. Известны как авторы и исполнители лёгкой музыки в период расцвета рок-н-ролла. В состав группы входили музыканты: Тони Уильямс (ведущий тенор), Дэвид Линч (англ. David Lynch), Пол Роб (англ. Paul Robi), Херб Рид и Зола Тэйлор.
За все годы своей карьеры The Platters записали порядка четырехсот песен; записи разошлись по всему миру тиражом 89 миллионов экземпляров, музыканты посетили с концертами более 90 стран, где собрали около 230 различных наград. The Platters участвовали в съёмках фильмов: «Рок круглые сутки», «Девушка, я не могу помочь», «Европа ночью», «Девушки города», «Рок карнавал» и других. Группа была включена в Зал славы вокальных групп в 1998 году и в Зал славы рок-н-ролла в 1990 году.

## История группы
Первое появление группы на ТВ состоялось в передаче «Ebony Showcase», где была исполнена свинговая версия «Old MacDonald Had a Farm» с ведущим вокалом Корнелла Гантера. Через месяц Корнелла сменил Тони Уильямс, после на месте Джефферсона оказался Дэвид Линч. В такой конфигурации «The Platters» продолжали выступать, пока их не заметил представитель «Federal Records» Ральф Басс. Басс предложил коллективу первый контракт. В конце 1953-го Ходж сообщил коллегам, что с ними хочет познакомиться композитор из Чикаго. Этим человеком был песенник/аранжировщик/менеджер/композитор — Бак Рам, работавший в «Mills music» и руководивший двумя относительно успешными группами — «Three suns» и «Penguins». Переговоры прошли удачно: Бак Рам стал менеджером группы «The Platters». Первой его идеей стало приглашение певицы в группу. Таким образом, с подачи Рэма состав пополнила Зола Тейлор, певшая до этого с сестрой Гантера Ширли в ансамбле «The queens». В августе 1954-го в коллективе произошла ещё одна замена: вместо Ходжа в «The Platters» пришёл Пол Роби. Тем временем Бак помог ансамблю перебраться на стремительно набирающий обороты лейбл «Mercury Records», уже имевший успех с другими подопечными Рэма — группой «Penguins» с их песней «Earth angel».
После организации коллектива группы контракт на сотрудничество был подписан с звукозаписывающей компанией «Federal Records». Под руководством Ральфа Басса The Platters сделали  для «Federal Records» запись семи синглов в стиле R&B и госпел. Синглы имели значительный успех на Западном Побережье. Песню Only You (And You Alone) (Только ты (И ты одна), записанную также для «Federal Records», считали непубликованным лейблом.
Несмотря на незначительный успех в музыкальных чартах, The Platters были выгодной группой для музыкальных туров. Менеджер музыкантов, Бак Рам, также являлся продюсером другой популярной в 50-е годы группы — «Пингвины» (The Penguins). В 1954 году группа «Пингвины» сделала запись песни Earth Angel (Земной Ангел) для лейбла «Mercury Records», которая впоследствии заняла второе место в американских чартах. Позже Рам настаивал на сотрудничестве The Platters с «Mercury Records», чтобы контракт с группой «Пингвины» не распался. Контракт был подписан. The Platters стали работать под лейблом «Mercury Records».
Первый хит группы, Only You (And You Alone), показал возможности The Platters уже в первой сессии для «Mercury Records». Первоначально песня была записана для лейбла «Federal Records» под руководством Ральфа Басса. Сингл был выпущен летом 1955 года; он достиг вершин хит-парадов. Успех принесла и песня The Great Pretender (Великий притворщик), которая сделала начинающую группу известной. Сингл стал первым хитом The Platters в масштабах всей страны.
Уникальный стиль вокала The Platters привлёк внимание публики, покупающей музыку. The Platters успешно обновляют устаревшие стандарты в таких композициях как: My Prayer (Моя молитва); Twilight Time (Сумерки), Harbor Lights (Огни гавани); To Each His Own (Каждому своё); If I Didn't Care (Если бы мне было всё равно); Smoke Gets In Your Eyes (Дым попал в глаза). Композиция Smoke Gets In Your Eyes заняла достойные позиции в «Billboard Top 100 1959»; также она фигурировала в британских чартах, но с оригинальной аранжировкой группы The Platters.The Platters были первой рок-н-рольной группой, имеющие постоянные позиции в Top 10 музыкальных альбомов Америки. В 1957 году The Platters записали версию композиции Sixteen Tons, которая принесла группе известность в СССР.
Группа была официально призвана в Зал славы рок-н-ролла в 1990 году и в Зал славы вокальных групп в 1998. Некоторые композиции группы The Platters стали саундтрэком к фильму 1973 года «Американские граффити»: Smoke Gets In Your Eyes, Only You (And You Alone), The Great Pretender.
В настоящее время The Platters участвуют в телевизионном показе «Потерянный В 50-х». Показ проходит в Театре Звёздного света в Брансоне (Миссури).

## Состав
Состав группы The Platters менялся много раз. Оригинальный состав был сформирован в 1953 году: лидер группы — Корнелл Гантер, бас — Херб Рид, а также Алекс Ходдж, Джо Джефферсон и Дэвид Линч. Этот состав был изменён в 1954 году, когда группа подписала контракт с музыкальным продюсером Баком Рэмом. В течение года Ходдж, Джефферсон и Гантер не работали над записью новых песен. Пол Роби и Зола Тэйлор возглавили новый состав группы The Platters, в котором участвовал Тони Уильямс. Состав во главе с тенором Тони Уильямсом продержался до 1960 года. Когда Уильямс занялся своей сольной карьерой, вместо него в группу был приглашён Сонни Тернер. С того времени до наших дней существовало более 120 различных версий ансамбля. «Mercury Records» отказались выпускать дальнейшие песни The Platters без участия Уильямса как ведущего вокалиста, что вызвало судебный процесс между менеджером Баком и лейблом «Mercury Records». «Mercury Records» два года занимались выпуском старого материала с участием Тони Уильямса (до тех пор, пока контракт с группой не истёк).
Распад группы вызвал бесконечные споры из-за прибыльного имени The Platters. Уильямс хотел возглавлять группу вместо Золы Тэйлор (ушедшей из группы в 1964) и Пола Роби (который покинул группу в 1965). The Platters имели наименьшее количество фактических членов группы (ноль); из-за нехватки музыкантов звукозаписывающий лейбл выдвинул требования согласно заключённому договору. Однако, незадолго до того, как Пол Роби уступил бы 1 февраля 1989 года, Роби выиграл бы долговременный судебный процесс против состояния Домкрата. Ему была бы предоставлена компенсация и исключительные права на оригинальное имя The Platters, однако эти права позже были переданы от вдовы Роби к Хербу Риду в 1997. Несмотря на сложившуюся ситуацию, полностью изменённый состав The Platters приобрёл ренессанс музыкальных чартов в 1966—1967 годах, с незначительным хитом возвращения группы, I Love You 1000 Times (Я люблю тебя 1000 раз) и синглом — With This Ring (С этим кольцом).
Херб Рид, последний участник The Platters ушёл из группы в 1969 году. В конечном счёте музыкант вел бы «официальный» состав группы The Platters, согласно лицензии от The Five Platters, с прежним членом группы — Нейтом Нельсоном, который заменил Пола Роби в 1967 году. Следующий тенор после Тони Уильямса — Сонни Тернер ушёл из группы в 1970 и был заменён Монро Пауэллом. (Позже Тернер возглавил группу The Platters начиная с 2001 года). Монро Пауэлл оставался постоянным членом группы с 1970 до 1995. В том году, судебный процесс между Монро Пауэллом и владельцем/менеджером Жаном Беннеттом (купившим Personality Productions (Персональное производство) The Platters от Домкрата Рама в 1966 году) был прекращён. В то же время, состав группы состоял в неопределённости. Единственным оставшимся музыкантом оставался — Кенн Джонсон. Пауэлл и Джонсон продолжали работу под именем группы The Platters, с Беннеттом, планировавшим создать новую группу — «The Platters Бака Рама» с ведущей вокалисткой Тайрон Свит.
В 1997 году федеральный суд Лас-Вегаса признал право на использование вывески «The Platters» за Хербом Ридом, выступавшим в компании новых музыкантов. Херб Рид — последний член 1954—1960, его туры продолжались до самой смерти. Херб Рид умер в возрасте 84 лет 4 июня 2012 года.
Текущий состав (2013): Cavin Carroll, Ronn Howard, Vanessa Falabella, Benjamin T Mitchel  (лидер и старейший участник группы, 1944 г.р. (в Platters с 1971 г)

## Синглы-хиты
| 7/55  | «Only You»                | #5  | #1  | #5  |    |
| 11/55 | «The Great Pretender»     | #1  | #1  | #5  |    |
| 2/56  | «The Magic Touch»         | #4  | #4  |     |    |
| 6/56  | «My Prayer»               | #1  | #1  | #4  |    |
| 6/56  | «Heaven on Earth»         | #39 | #13 |     |    |
| 8/56  | «You’ll Never Never Know» | #11 | #9  | #23 |    |
| 8/56  | «It Isn’t Right»          | #13 | #10 | #23 |    |
| 11/56 | «On My Word of Honor»     | #20 | #7  |     |    |
| 11/56 | «One in a Million»        | #20 | #7  |     |    |
| 2/57  | «I’m Sorry»               | #11 | #15 | #18 |    |
| 2/57  | «He’s Mine»               | #23 | #5  |     |    |
| 4/57  | «My Dream»                | #24 | #7  |     |    |
| 4/57  | «I Wanna»                 | #24 |     |     |    |
| 8/57  | «Only Because»            | #65 |     |     |    |
| 12/57 | «Helpless»                | #56 |     |     |    |
| 4/58  | «Twilight Time»           | #1  | #1  | #3  | #1 |
| 6/58  | «You’re Making a Mistake» | #51 |     |     |    |
| 9/58  | «I Wish»                  | #42 |     |     |    |
| 9/58  | «It’s Raining Outside»    | #93 |     |     |    |
| 10/58 | «Smoke Gets in Your Eyes» | #1  | #3  | #1  | #1 |
| 2/59  | «Enchanted»               | #12 | #9  |     |    |
| 5/59  | «Remember When»           | #41 | #8  | #44 |    |
| 9/59  | «Wish It Were Me»         | #61 |     |     |    |
| 1/60  | «Harbor Lights»           | #8  | #15 | #11 |    |
| 1/60  | «Sleepy Lagoon»           | #65 |     |     |    |
| 5/60  | «Ebb Tide»                | #56 |     |     |    |
| 8/60  | «Red Sails in the Sunset» | #36 |     |     |    |
| 10/60 | «To Each His Own»         | #21 |     |     |    |
| 1/61  | «If I Didn’t Care»        | #30 |     |     |    |
| 1961  | «Trees»                   | #62 |     |     |    |
| 7/61  | «I’ll Never Smile Again»  | #25 | #17 |     |    |
| 1/62  | «It’s Magic»              | #91 |     |     |    |
| 4/66  | «I Love You 1000 Times»   | #31 | #6  |     |    |
| 11/66 | «I’ll Be Home»            | #97 |     |     |    |
| 2/67  | «With This Ring»          | #14 | #12 |     |    |
| 6/67  | «Washed Ashore»           | #56 | #29 |     |    |
| 10/67 | «Sweet, Sweet Lovin'»     | #70 | #32 |     |    |